# Фершампенуаз (Челябінська область)
Фершампенуа́з (тат. Бакали, Фершампенуаз) — село, адміністративний центр Нагайбацького району Челябінської області і Фершампенуазського сільського поселення.
Село розташоване на річці Гумбейка (ліва притока Уралу), у степовій зоні, за 60 км на північний схід міста Магнітогорськ, за 210 км на південний захід Челябінська.

## Історія
Нагайбацьке козацьке селище було названо на честь французької комуни Фер-Шампенуаз, поблизу якої 25 березня 1814 року сталася  битва, в якій брали участь російські козацькі війська. Поряд з іншими селами півдня Челябінській області (Чесма, Берлін, Париж, Порт-Артур, Лейпциг, Варна, Бреди, Арсинський, Кассельський …) було названо в пам'ять перемоги російської армії (за рішенням Оренбурзького губернатора і департаменту військових поселень «про присвоєння знову побудованим поселенням назв на честь перемог російської зброї»).

## Населення
| 1959 | 1970  | 1979  | 1989  | 2002  | 2010  |
| ---- | ----- | ----- | ----- | ----- | ----- |
| 3224 | ↗3496 | ↗3938 | ↗4349 | ↗4435 | ↘4368 |